# Митринга, Иван
Иван-Фаддей Митринга (Митрынга; псевдонимы: Сергей Орелюк, Орелюк, Бырон, Полын, Филипп; род. 5 августа 1907 или 1909, село Петриков или Дичков, Тернопольщина, Австро-Венгрия — 6 сентября 1943, Вилья) — деятель украинского национализма, политик, писатель, теоретик украинского национального движения.

## Биография
В 1930-е годы изучал историю в Львовском университете. Был членом Организации украинских националистов (ОУН), занимая различные руководящие должности в Национальном проводе ОУН западных украинских земель. Возглавлял в ОУН фракцию, выступавшую за пересмотр теоретических основ украинского национального движения и демократизацию ОУН (так называемая «группа Митринги»). В 1938 году написал статью «Геть з більшовизмом», в которой впервые появился лозунг националистов «Свободу народам! Свободу людині!».
В 1940 году начал критиковал концепцию Степана Бандеры по ориентации на германский план «Новой Европы», выдвинув лозунг «Вместе с поляками, французами, народами Советского Союза за свободную Европу без Гитлера и Сталина». В 1941 году читал лекции по пропаганде в школе офицеров им. полковника Коновальца в Кракове.
В 1941 году отошёл от ОУН-Б и сформировал Украинскую революционную партию рабочих и крестьян, которая в 1942 году, объединённая с другими группами, стала основой для Украинской Народно-демократической партии. Митринга выпускал её партийный печатный орган — издание «Земля і Воля».
Летом 1942 года вместе с Борисом Левицким присоединился к Полесской Сечи, в том числе к руководству её отдела пропаганды. Погиб, сражаясь в рядах Полесской Сечи, около Острога на Волыни в бою с отрядом Армии Крайовой под командованием Владислава Коханского и польским коммунистическим отрядом им. Дзержинского.
Был автором брошюр «Гітлер і Україна» (1939) и «Наш шлях боротьби» (1940).